# Limes Germanicus
Limes Germanicus (latinski za Germanska granica) je veličanstvena granična crta (limes) utvrda kojom je utvrđena granica rimskih provincija Germania Inferior, Germania Superior i Raetia, te odvajala Rimsko Carstvo od nepokorenih germanskih plemena, od 83. do oko 260. godine. Na vrhuncu organizacije, granica se protezala od ušća rijeke Rajne u Sjeverno more, do Regensburga na Dunavu.
Limes Germanicus se dijeli na:
- Donju germansku granicu koja se protezala od Sjevernog mora kod Katwijka u Nizozemskoj te donjim tokom delte Rajne (današnji Oude Rijn, Leidse Rijn, Kromme Rijn i Nederrijn)
- Gornju germansku granicu koja je započinjala od Rheinbrohla na Rajni (pokrajina Neuwied), išla preko planina Taunus do rijeke Majne (istočno od Hanaua), zatim tokom Majne do Miltenberga, te od Osterburkena (Neckar-Odenwald-Kreis) južno do Lorcha (Ostalbkreis) u skoro savršenoj pravoj liniji dugoj 70 km;
- Raetinsku granicu koja se protezala istočno od Eininga (blizu Kelheima) do Dunava.

Sveukupna duljina granice bila je 568 km (341 milja), a uključivala je najmanje 60 utvrda i 900 utvrdbenih tornjeva. 
Rimske obrambene utvrde su danas poznate zahvaljujući sustavnom iskapanju koje je financirala njemačka vlada. Godine 2005., ostaci Gornjogermanske i Raetinske granice su upisani na UNESCO-ov popis mjesta svjetske baštine u Europi kao dio „Granica Rimskog Carstva”, zajedno s Hadrijanovim i Antoninovim zidovima u Velikoj Britaniji, dok je 2021. godine popis lokaliteta proširen na Austriju, Slovački i Nizozemsku (Dunavski limes).
Zaštićeno arheološko područje uključuje legijske tvrđave, utvrde, tornjeve, privremene logore, ceste, luke, flotilu, kanal i akvadukt, kao i civilna naselja, gradove, groblja, svetišta, amfiteatar i palaču. Gotovo svi ovi arheološki ostaci zakopani su pod zemljom. Natopljeni nanosi omogućili su visok stupanj očuvanja strukturnih i organskih materijala iz rimskog razdoblja naseljavanja i korištenja.
- Rekontruirani rimski toranj kod Idsteina (Gornja germanska linija)
- Kaštel Biriciana (Weißenburg)
- Turm Zugmantel (Taunus)
- Kastell Pfünz
- "Mala utvrda" kod Harlacha
- Kastell Ellingen
- Kastell Eining
- Pretorianska vrata Regensburga
- Ostaci tvrde kod Theilenhofena (Raetinska granica)
- Reljef s kolima između Rotenbachtala i Augsburga

## Vanjske poveznice
- Gornjogermanska i raetinska utvrđena granica  Arhivirana inačica izvorne stranice od 2. svibnja 2006. (Wayback Machine)